# Liste des entités de Belgique par point culminant
Cette liste recense les points culminants de la Belgique.

## Listes

### Régions
| Région                       | Point culminant                    | Altitude (m) | Commune | Coordonnées                      | Image |
| ---------------------------- | ---------------------------------- | ------------ | ------- | -------------------------------- | ----- |
| Région de Bruxelles-Capitale | Point sans nom en forêt de Soignes | 129          | Uccle   | 50° 46′ 48″ nord, 4° 26′ 10″ est |       |
| Région flamande              | Point sans nom à Rémersdael        | 287          | Fourons | 50° 42′ 47″ nord, 5° 52′ 41″ est |       |
| Région wallonne              | Signal de Botrange                 | 694          | Waimes  | 50° 30′ 06″ nord, 6° 05′ 33″ est |       |

### Communautés
| Communauté              | Point culminant             | Altitude (m) | Commune | Coordonnées                      | Image |
| ----------------------- | --------------------------- | ------------ | ------- | -------------------------------- | ----- |
| Communauté flamande     | Point sans nom à Rémersdael | 287          | Fourons | 50° 42′ 47″ nord, 5° 52′ 41″ est |       |
| Communauté française    | Baraque Michel              | 674          | Jalhay  | 50° 31′ 07″ nord, 6° 03′ 45″ est |       |
| Communauté germanophone | Signal de Botrange          | 694          | Waimes  | 50° 30′ 06″ nord, 6° 05′ 33″ est |       |

### Provinces
| Province            | Point culminant                        | Altitude (m) | Commune            | Coordonnées                      | Image |
| ------------------- | -------------------------------------- | ------------ | ------------------ | -------------------------------- | ----- |
| Anvers              | Hooge Maey (nl)                        | 55           | Anvers             | 51° 18′ 33″ nord, 4° 20′ 43″ est |       |
| Brabant flamand     | Point sans nom sur un parcours de golf | 142          | Rhode-Saint-Genèse | 50° 44′ 17″ nord, 4° 24′ 36″ est |       |
| Brabant wallon      | Près du Bois de Grand Leez             | 175          | Perwez             | 50° 35′ 46″ nord, 4° 46′ 59″ est |       |
| Flandre-Occidentale | Mont Kemmel                            | 156          | Heuvelland         | 50° 46′ 44″ nord, 2° 48′ 50″ est |       |
| Flandre-Orientale   | Mont Hotond (nl)                       | 150          | Kluisbergen        | 50° 45′ 32″ nord, 3° 34′ 23″ est |       |
| Hainaut             | Bois des Hauts Marais                  | 365          | Chimay             | 49° 58′ 23″ nord, 4° 23′ 35″ est |       |
| Liège               | Signal de Botrange                     | 694          | Waimes             | 50° 30′ 06″ nord, 6° 05′ 33″ est |       |
| Limbourg            | Point sans nom à Rémersdael            | 287          | Fourons            | 50° 42′ 47″ nord, 5° 52′ 41″ est |       |
| Luxembourg          | Baraque de Fraiture                    | 651          | Vielsalm           | 50° 15′ 04″ nord, 5° 43′ 55″ est |       |
| Namur               | Croix-Scaille                          | 504          | Gedinne            | 49° 57′ 04″ nord, 4° 50′ 46″ est |       |